# Vittorio De Luca
Vittorio De Luca (Giulianova, 18 settembre 1934) è uno scrittore, saggista e autore televisivo italiano.
Per trentaquattro anni ha lavorato presso la RAI, curando inizialmente la programmazione destinata ai ragazzi: i cicli Panorama delle Nazioni, Invito allo sport  e la trasmissione Vangelo vivo. Per cinque anni ha diretto la rubrica settimanale Scuola aperta. È stato Presidente dell'Associazione Culturale di Volontariato " Polis Duemila"

## Carriera
Interessato alle tematiche del lavoro, dell'evoluzione della società e del mondo cattolico, è stato responsabile e coautore di inchieste e serie su questi argomenti, tra cui Il lavoro che cambia, La chiesa dopo il Concilio (con P. Giuntella e L. Castellani), Oltre il Duemila (otto puntate), La grande utopia - l'incredibile '68, Le mille e una Italia - viaggi tra i beni culturali (otto puntate, con V. Emiliani e L. Castellani).
Ha inoltre ideato e coordinato la realizzazione di una serie di programmi di approfondimento dedicati a personaggi e testimoni del nostro tempo: Lelio Basso, Giorgio La Pira, Adriano Olivetti, Giuseppe Lazzati, Primo Mazzolari, Vittorio Bachelet, Enrico Mattei; la serie Italiani d'America e la serie Un vescovo una città per RaiDue.
Divenuto capostruttura di RaiTre, ha curato la realizzazione dei programmi Geo, Un giorno in pretura e Voglia di tenerezza (le adozioni in Italia).
Dopo aver lasciato la RAI, si è dedicato allo studio dei mass media e al mondo del volontariato con speciale attenzione al fenomeno migratorio, temi sui quali tiene incontri e conferenze.

## Opere letterarie
- Scuola e lavoro, verso la professione (1977)
- La Generazione Precaria (1983)
- Testimoni del nostro tempo (1986)
- Un vescovo, una città: Carlo M. Martini (1986)
- Un figlio ad ogni costo? (1995) con G. Straniero
- La memoria e il coraggio, vita di Giuseppe Lazzati (1999)
- Papa Giovanni (2000)
- Stranieri tra noi (2005)
- Vincenzo Bellisario, educatore e politico (2005) con G. Verna.
- Siamo tutti migranti - La convivenza possibile (2012)